# Mieczysław Łukaszczyk
ks. Mieczysław Łukaszczyk (ur. w 1939 w Ostrowsku) – polski ksiądz katolicki, prałat, proboszcz parafii św. Katarzyny w Nowym Targu (1983 – 2007), kapelan Związku Podhalan.

## Historia
Ukończył Wyższe Seminarium Duchowne w Krakowie. Święceń kapłańskich udzielił mu 23 czerwca 1963 kard. Karol Wojtyła. Pełnił funkcję proboszcza w Gilowicach, gdzie mieszkała rodzina Stanisława Pyjasa. W 1983 został proboszczem parafii św. Katarzyny w Nowym Targu, przez dwie kadencje był dziekanem dekanatu nowotarskiego. Zainicjował budowę kościoła św. Brata Alberta w Nowym Targu, odnowił kościół św. Katarzyny w Nowym Targu i jego otoczenie, odrestaurował też zabytkowy kościół św. Anny w Nowym Targu. Minister kultury przyznał mu nagrodę w dziedzinie ratowania zabytków sakralnych.
W czerwcu 2006 Tygodnik Podhalański oskarżył go o współpracę z SB. W styczniu 2007 zrezygnował z pełnionej funkcji, kuria metropolitarna przyjęła rezygnację. Zastąpił go ks. Marian Wanat. Został rektorem kościoła św. Anny na nowotarskim cmentarzu.
Zaprzyjaźniony z ks. prof. Józefem Tischnerem, od lat szkolnych przyjaciel kardynała Stanisława Dziwisza.